# Aleja (obraz Augusta Strindberga)
Aleja (szw. Allén) – obraz olejny szwedzkiego pisarza i malarza Augusta Strindberga namalowany w 1903 roku z okazji jesiennych spacerów drogą Karlavägen, prowadzącą z jego mieszkania do Södra Djurgården.
Obraz znajduje się w zbiorach Thielska Galleriet w Sztokholmie.

## Okoliczności powstania obrazu i opis
Ze swego miejsca zamieszkania przy Karlavägen Strindberg chodził prawie codziennie rano na Södra Djurgården do pałacu Rosendal i ogrodów. Prawdopodobnie stało się to dla niego inspiracją do namalowania w 1903 roku obrazu Aleja. Długa i wysoka aleja prowadząca z Djurgårdsbrunnskanalen aż do ogrodów lśni jesienią żółto-pomarańczowymi i jasnożółtymi liśćmi klonów i jesionów. Stanowią one kolor dopełniający do szarego jak asfalt, bogato zniuansowanego tła, w którym niebo spotyka się przypuszczalnie z morzem. Obraz może być traktowany jako pendant do autobiograficznej powieści artysty, Samotny (Ensam), napisanej w tym samym roku.

## Symbolika
Symboliczne przesłanie obrazu przekazał sam Strindberg w liście do Carla Larssona z 1905 roku: „żółta aleja z wielką niewiadomą w tle”. Symbolika nie jest rzadkością w sztuce religijnej: droga, która zanika w perspektywie nieskończoności, droga, której końca nie znamy. W dramatach Strindberga poświęconych wędrowaniu droga odgrywa z natury dużą rolę. Ma ona dominujące znaczenie w jego ostatnim, napisanym jesienią 1909 roku dramacie Wielki gościniec, w którym jest głównym tematem, symbolizującym nieustanną wędrówkę żywych ku śmierci.